# HVV Tubantia in het seizoen 1956/57
Het seizoen 1956/1957 was het tweede jaar in het bestaan van de Hengelose betaaldvoetbalclub Tubantia. De club kwam uit in de Tweede divisie A en eindigde daarin op de zesde plaats. Tevens deed de club mee aan het toernooi om de KNVB beker, hierin werd de club in de derde ronde uitgeschakeld door HVC (1–2).

## Wedstrijdstatistieken

### Tweede divisie A
|       | Be Quick | Enschedese Boys | Go Ahead | Heerenveen | Heracles | Leeuwarden | Oldenzaal | Oosterparkers | PEC   | Rheden | Veendam | Velocitas | Zwartemeer | Zwolsche Boys |
| ----- | -------- | --------------- | -------- | ---------- | -------- | ---------- | --------- | ------------- | ----- | ------ | ------- | --------- | ---------- | ------------- |
| Thuis | 1 – 1    | 2 – 2           | 2 – 1    | 2 – 2      | 1 – 0    | 4 – 2      | 1 – 1     | 2 – 0         | 2 – 2 | 2 – 3  | 1 – 1   | 0 – 0     | 3 – 1      | 2 – 1         |
| Uit   | 4 – 1    | 2 – 0           | 1 – 2    | 1 – 3      | 1 – 0    | 1 – 1      | 1 – 1     | 2 – 1         | 2 – 1 | 1 – 0  | 3 – 0   | 1 – 4     | 1 – 4      | 4 – 2         |

### KNVB beker
| 1e ronde                                            | Tubantia                                                                            | 7 – 0         | AZC                                  |
| 19 augustus 1956 Plaats: Hengelo Veldwijk           | Wim Assink –', –' Hubert –', –' Lambert Toren –' Jacky Jurissen –' Timo Broersma –' |               |                                      |
| 2e ronde                                            | Phenix                                                                              | 1 – 3         | Tubantia                             |
| 16 september 1956 Plaats: Enschede Sportpark Phenix | Ter Beek 35'                                                                        |               | 20' Geldrop –' (e.d.) Spin Wim Perik |
| 3e ronde                                            | HVC                                                                                 | 2 – 1 (1 – 0) | Tubantia                             |
| 26 december 1956 Plaats: Amersfoort Birkhoven       | Ries van Maarschalkerweerd 1' Henk Vreekamp 90'                                     |               | 75' Martin Philips                   |

## Statistieken Tubantia 1956/1957

### Eindstand Tubantia in de Nederlandse Tweede divisie A 1956 / 1957
| Stand | Gespeeld | Gewonnen | Gelijk | Verloren | Punten | Doelpunten voor | Doelpunten tegen |
| ----- | -------- | -------- | ------ | -------- | ------ | --------------- | ---------------- |
| 6e    | 28       | 10       | 9      | 9        | 29     | 45              | 42               |

### Topscorers
| #              | Naam                     | Goal |
| -------------- | ------------------------ | ---- |
| 1.             | Martin Philips           | 8    |
| 2.             | Jacky Jurissen           | 6    |
| 3.             | Wim Assink               | 5    |
| 3.             | Timo Broersma            | 5    |
| 3.             | Gerrit Lippinkhof        | 5    |
| 3.             | Chris Peddemors          | 5    |
| 7.             | Dick Scholder            | 3    |
| 8.             | Lambert Toren            | 2    |
| 8.             | Henk Wessels             | 2    |
| 10.            | Frans Eppink             | 1    |
| 10.            | Bertus Kamphuis          | 1    |
| 10.            | Wim Perik                | 1    |
| Eigen doelpunt |                          |      |
| –              | Geert Sannes (Velocitas) | 1    |
| Totaal         | Totaal                   | 45   |

| #              | Naam           | Goal |
| -------------- | -------------- | ---- |
| 1.             | Wim Assink     | 2    |
| 1.             | Hubert         | 2    |
| 3.             | Lambert Toren  | 1    |
| 3.             | Jacky Jurissen | 1    |
| 3.             | Timo Broersma  | 1    |
| 3.             | J. van Geldrop | 1    |
| 3.             | Wim Perik      | 1    |
| 3.             | Martin Philips | 1    |
| Eigen doelpunt |                |      |
| –              | Spin (Phenix)  | 1    |
| Totaal         | Totaal         | 11   |